# Polinyá
Polinyá o Poliñá (en catalán y oficialmente Polinyà) es un municipio de Cataluña, España. Perteneciente a la provincia de Barcelona, en la comarca del  Vallés Occidental, situado en la parte noreste de esta, en el límite con la comarca del Vallés Oriental. El término municipal comprende también el núcleo de Serra Maurina. 
En 1965 se descubrieron en el municipio los restos de un mastodonte del periodo mioceno, un Tetralophodon longirostris, considerado el primer ejemplar completo de este tipo localizado en España.
La iglesia de Sant Salvador de Polinyà fue consagrada en 1122 y es especialmente destacada por los murales de pintura románica cuyos restos pueden verse todavía en sus paredes.

## Historia
La villa romana de Paulinianum, es el enclave donde se encuentra la actual Polinyá, ese nombre se puso por el propietario de todas las tierras poliñaneras de aquel entonces, un ciudadano romano llamado Paulinus.[cita requerida] Se han encontrado restos y vestigios romanos en la masía de Can Marata y nuevamente en 1985 dentro del término municipal. Además hay constancia del paso de la Vía Augusta por el municipio. Tras la invasión visigoda, el enclave de Paulinianum permanece despoblado y así también durante la ocupación de los árabes. 

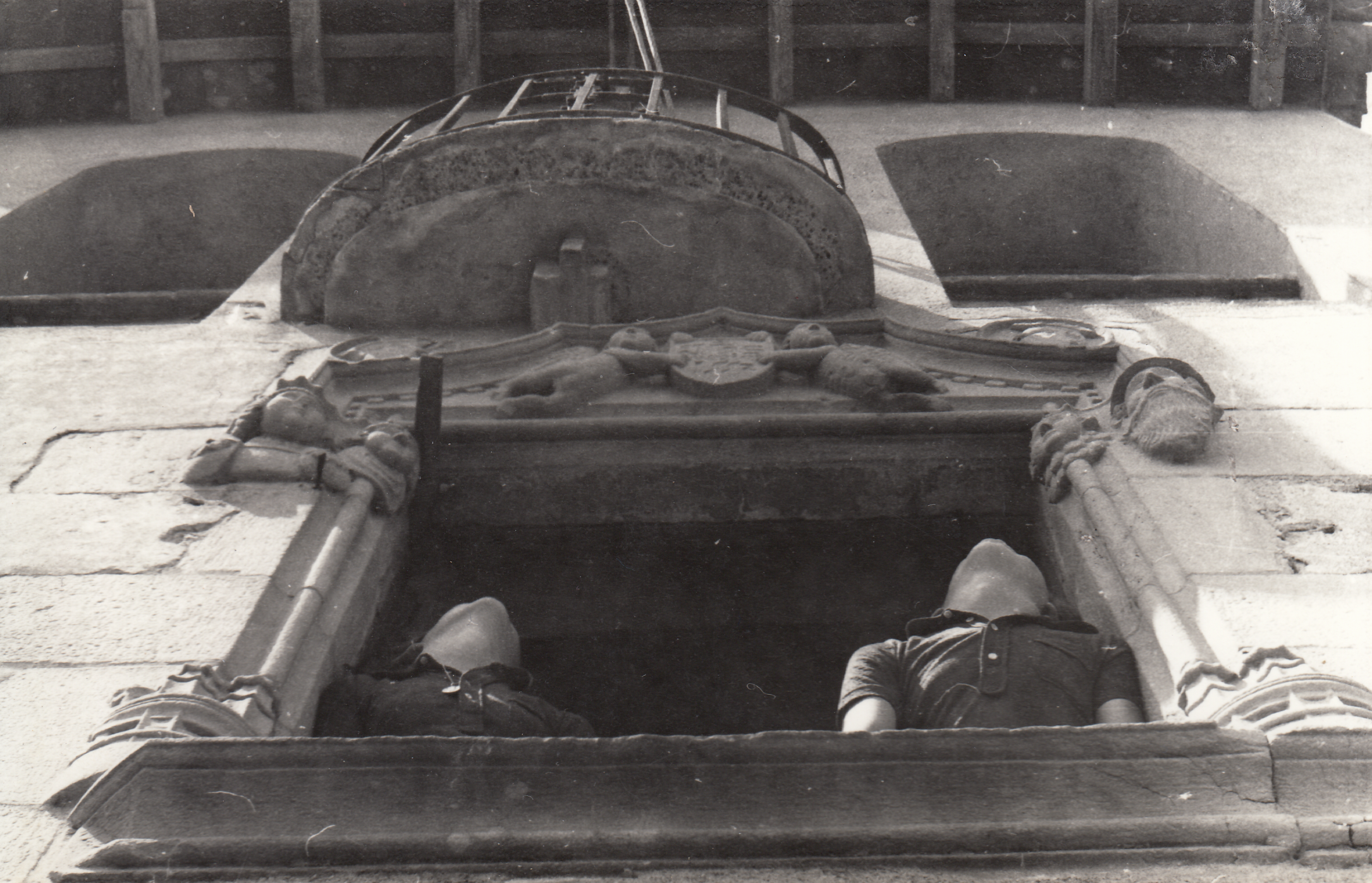
Detalle de una ventana de la masía de Can Marata (1974) por Josep Serra i Bigas

Durante la Reconquista, en el año 969 los Condes de Barcelona venden las tierras de la actual Polinyá a un tal señor Galí. A partir de esa fecha las propiedades sobre los territorios de Polinyá pasan por distintos señores y familias, como por ejemplo Bonfill Odesind i Sança y sus descendientes. Después pasa a ser propiedad de la Canónica de Santa Eulàlia del Camp y luego de la Canónica de Santa Ana de Barcelona. 
Desde 1600 hay constancia de datos sobre el municipio en el Archivo municipal de Sabadell, y queda constancia de distintos alcaldes de la época como Ramon Coll, Joan Marata, Jaume Anglada, Bartomeu Farreres, Josep Padró, Pau Carol... 
En 1736, las casas que formaban Polinyá eran Anglada, Arnella, Carol, Coll, Estella, Farreras, García, Gavarra, Güell, Humet de Dalt, Marata, Marquès, Maurí, Monistrol, Padró, Rovira i Serra.

### Yacimientos de fósiles
La zona fosilífera de Polinyà se encuentra próxima al yacimiento clásico de Can Llobateres y ocupa una extensión de unos 10 km². Fue descubierta en 1965 durante las obras en un solar del municipio del actual emplazamiento de "Industrias Guerín" en el que se encontró a 10 metros de profundidad un ejemplar prácticamente completo de un mastodonte del periodo Mioceno —15 millones de años atrás— un Tetralophodon longirostris considerado por María Teresa Alberdi de la Universidad de Madrid que investigó los restos como el primer ejemplar completo de este tipo localizado en España.
La extracción de los restos se llevó a cabo durante los meses de octubre y noviembre de dicho año coincidiendo con la época de intensas lluvias. Según la información del Museo geológico del Seminario de Barcelona que alberga los fósiles encontrados catalogados en la "Colección Guerín", a unos 3 metros por encima del nivel del ejemplar y a unos 20 metros de distancia se habían encontrado previamente numerosos restos de Deinotherium levius, de Aceratherium incisivum y de Hipparion catalaunicum, lo cual permitió atribuir el yacimiento al Vallesiense inferior. 

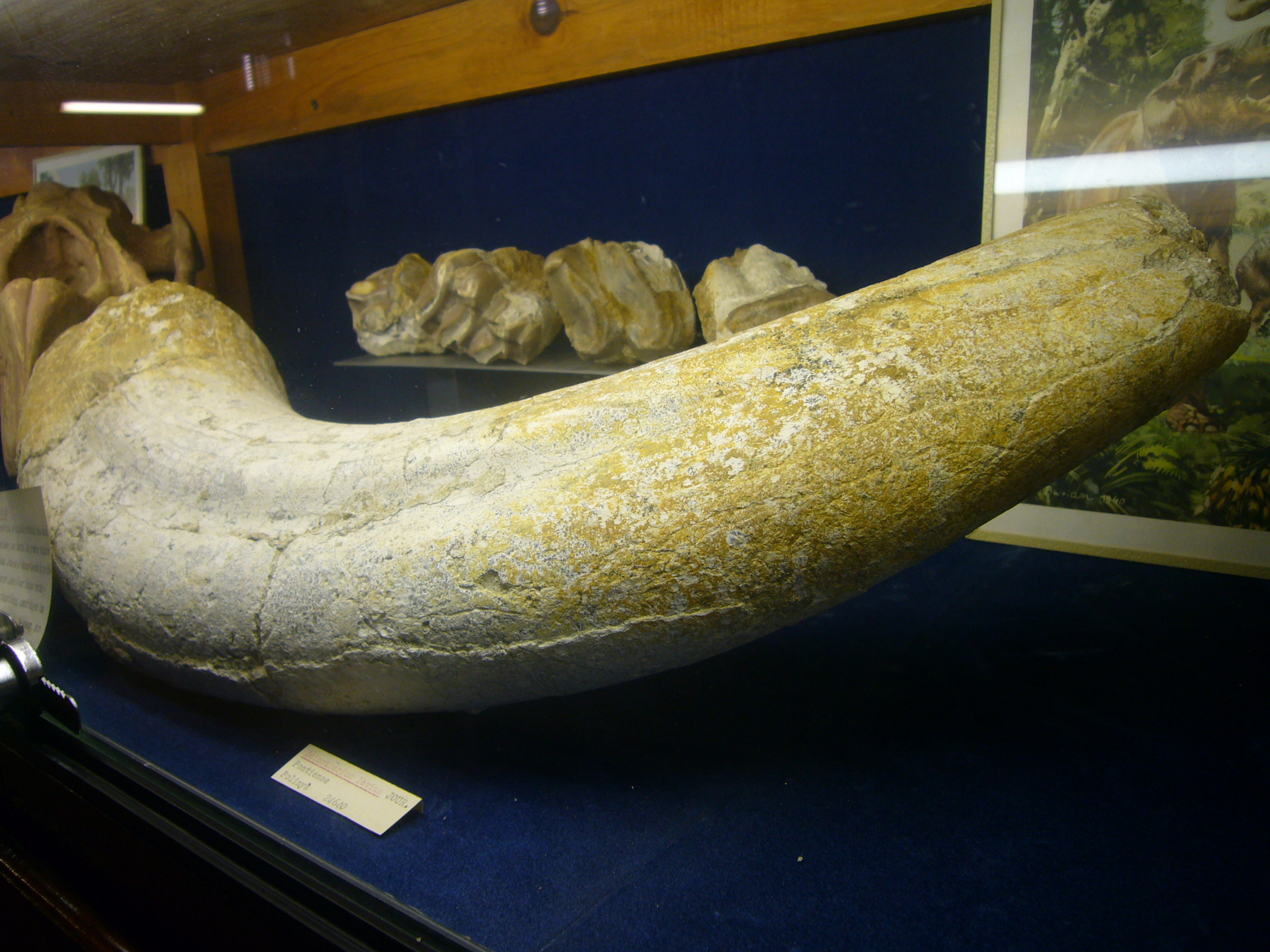
Deinotherium levius. Fósil encontrado en Polinyà. Colección de Paleontología del Museo geológico del Seminario de Barcelona

Los fósiles estaban englobados en arcilla roja y se encontraban sobre una capa de conglomerado poco consolidado de cantos rodados de cuarzo, pizarra y granito que según los expertos sugiere la existencia de un largo cauce por donde pudieron deslizarse fácilmente los huesos planos de las cinturas escapular y pelviana que no aparecieron. 
La excavación y preparación de los restos fueron dirigidas por los paleontólogos Lluís Via Boada (1910-1991) y José Fernández de Villalta de la escuela de paleontología catalana y el estudio fue realizado por María Teresa Alberdi, de la Universidad de Madrid que en 1971 publicó el resultado de su trabajo con el título «Primer ejemplar completo de un Tetralophodon longirostris encontrado en España».
En 1988 José Vicente Santafè Llopis y María Lourdes Casanovas Cladellas del Instituto de Paleontología Miquel Crusafont de Sabadell estudian los restos de tres rinoceróntidos de hábitats diferentes, Aceratherium incisivum, A. simorrense y Dicerorhinus sansaniensis puestos al descubierto a causa de un deslizamiento de tierras en uno de los polígonos industriales de la población.
En 2002 se produce una nueva excavación de urgencia en el polígono de Can Omet de Dalt y polígono del Nord-Est donde se localizan dos ejemplares de quelonios también del Mioceno datados entre el Aragoniense superior y el Vallesiense superior.

### Iglesia de Sant Salvador

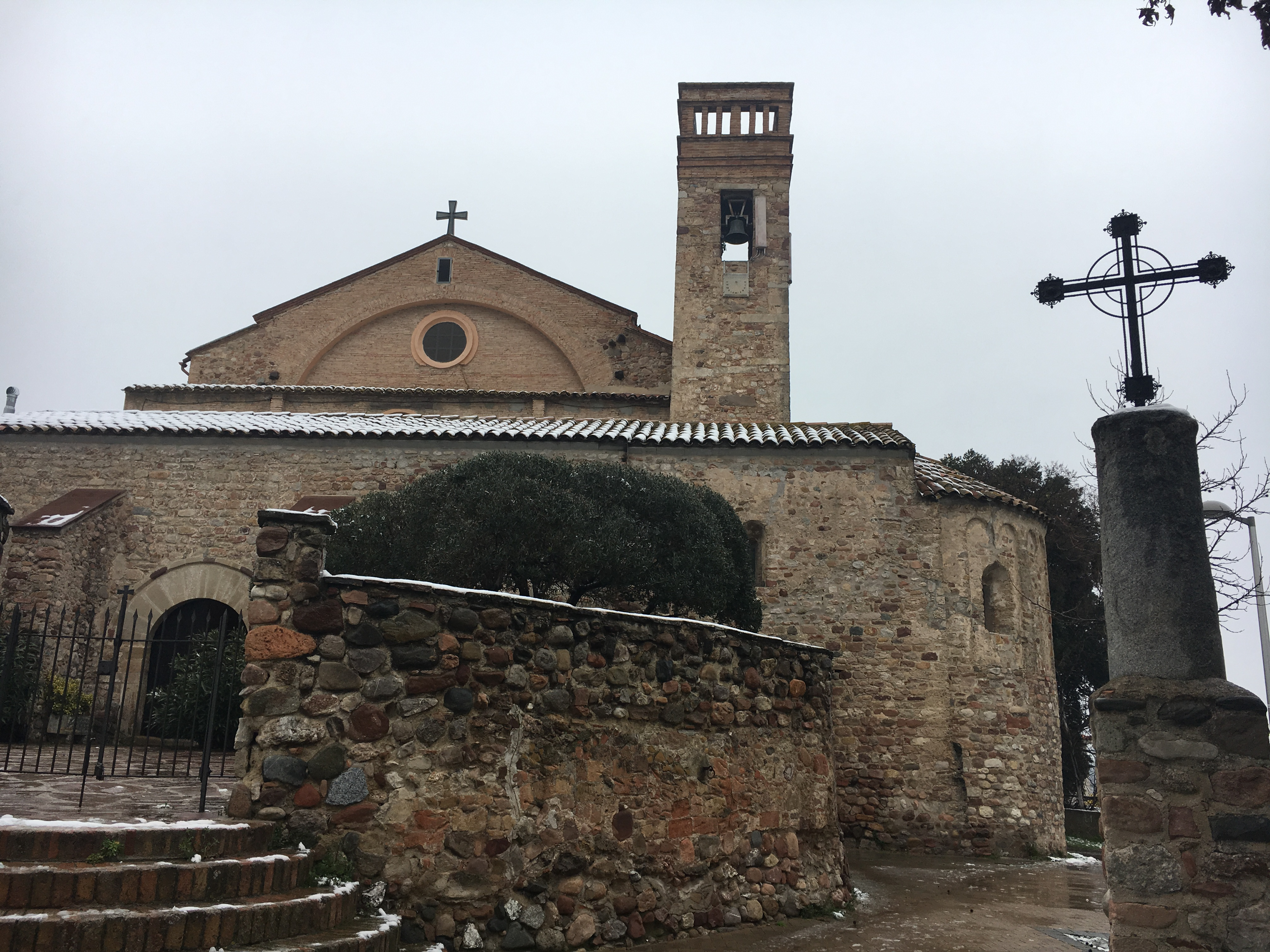
Iglesia de Polinyà en 2018

A pesar de que la iglesia de Sant Salvador de Polinyà está consagrada en 1122 está documentada desde mediados del siglo XI. 
La iglesia actual se ha transformado por sucesivas reformas, sin embargo conserva todavía parte de la primitiva estructura románica de una sola nave con bóveda de cañón, un ábside semicircular adornado con arcos lombardos y un campanario de base cuadrada. En sus paredes todavía pueden distinguirse los restos de pinturas románicas murales de la primera mitad del siglo XII atribuidas al "maestro de Cardona" que fueron extraídas de la iglesia durante la primera mitad del siglo XX y trasladadas al Museo Diocesano de Barcelona.

## Símbolos
- El escudo de Polinyá se define con el siguiente blasón:

Escudo en forma de losange con ángulos rectos: de argén, un mundo de azur cuzado y cintrado de oro. Por timbre una corona mural de pueblo.

Fue aprobado el 2 de marzo de 1995. En este pueblo suele haber escudos "naus". El motivo principal del escudo es un mundo cintrado y cruzado debido a que este elemento es el símbolo del patrón de la parroquia, San Salvador, que la iconografía cristiana siempre representó con una bola del mundo cimada con una cruz en la mano izquierda representando al Cristo Salvador del mundo y Dios omnipotente.

## Demografía
Polinyá cuenta con una población de 8555 habitantes (INE 2024).
| Gráfica de evolución demográfica de Polinyá entre 1842 y 2021                                                                                                  |
| |
| Población de derecho según los censos de población del INE. Población de hecho según los censos de población del INE.En este censo se denominaba Poliñá: 1842. |

Según el "Diccionario Geogràfico-estadístico-histórico de España y sus posesiones de Ultramar", en 1846, Polinyá tenía 80 casas y 245 habitantes.
| 1900 | 1930 | 1950 | 1970 | 1981 | 1986 | 2006 | 2008 | 2014 |
| ---- | ---- | ---- | ---- | ---- | ---- | ---- | ---- | ---- |
| 382  | 469  | 444  | 1168 | 2321 | 2738 | 6710 | 7403 | 8238 |

## Economía
Durante toda su historia el pueblo tenía como único modo de vida la agricultura, pero a partir de 1960 el municipio vive un desarrollo industrial progresivo. En la actualidad tiene varios polígonos industriales, cuyo suelo es mayor que la zona urbana, empresas importantes como Sidenor, Pinturas Hempel, Peguform Ibérica, Astral, Nupik Internacional, etc.

## Administración
| Periodo   | Nombre                   | Partido                                              |
| --------- | ------------------------ | ---------------------------------------------------- |
| 1979-1983 | Ildefonso Sola Vilana    | AEIP (Agrupación electoral independiente de Polinyá) |
| 1983-1987 | Ildefonso Sola Vilana    | AEIP (Agrupación electoral independiente de Polinyá) |
| 1987-1991 | M.ª Carmen Gámez Delgado | Iniciativa per Catalunya Verds. (IC-Verds)           |
| 1991-1995 | M.ª Carmen Gámez Delgado | Proposta d'Esquerres per Polinyà. (PEC)              |
| 1995-1999 | Josefa Pedraza Alcaide   | PSC                                                  |
| 1999-2003 | Josefa Pedraza Alcaide   | PSC                                                  |
| 2003-2007 | Josefa Pedraza Alcaide   | PSC                                                  |
| 2007-2011 | Josefa Pedraza Alcaide   | PSC                                                  |
| 2011-2015 | Ramón Mayoral Ricart     | CIU                                                  |
| 2015-2019 | Javier Silva Pérez       | PSC                                                  |
| 2019-2023 | Javier Silva Pérez       |                                                      |

## Equipamientos
Dispone de un archivo municipal, un aula de tarde, biblioteca, Casal de Joves, Casal de la Gent Grant, escuela Pere Calders, escuela Polinyà, escuela Roser Capdevila, cementerio municipal, centro cívico, complejo deportivo municipal, Consultorio municipal, guardería municipal Badabadoc, guardería municipal Ginesta, IES Polinyà, Oficina de Català, una pista de petanca municipal con un pequeño edificio para el club un campo de fútbol y un polideportivo